# Cocomelon
Cocomelon (tên đầy đủ: Cocomelon – Nursery Rhymes) hay Cocomelody là một kênh YouTube dành cho trẻ em. Kênh thuộc về công ty giải trí Moonbug, Vương quốc Anh. Hiện nay, Cocomelon đứng thứ 2 trong Danh sách những kênh được xem nhiều nhất YouTube, cũng như trong Danh sách những kênh được đăng ký nhiều nhất YouTube thế giới.

## Nội dung
Nội dung của kênh chủ yếu là những bộ phim hoạt hình và bài hát thiếu nhi mang tính giải trí và giáo dục cho trẻ em. Ngoài ra, trong mỗi video của Cocomelon còn có phụ đề ở phía dưới màn hình video. Năm 2020, Cocomelon xuất hiện trong các nền tảng chia sẻ video trực tuyến khác như Netflix, Roku và Hulu.

## Lịch sử

### Giai đoạn bắt đầu vớiThatsMEonTV(2006 - 2013)
Ngày 1 tháng 9 năm 2006, ThatsMEonTV – tiền thân của Cocomelon được tạo ra trên YouTube. Cùng ngày, kênh đăng tải hai video đầu tiên là hai bản của bài hát bảng chữ cái tiếng Anh. 9 tháng sau, ThatsMEonTV đăng tiếp một video với tựa đề ''ABC Alphabet – Letter "K" — Kangaroo Game''. Hầu hết các video trên ThatsMEonTV đều ngắn và liên quan đến dạy bảng chữ cái cho trẻ em.

### Giai đoạn phát triển (2013 - nay)

#### ABC Kid TV (2013 - 2018)
Năm 2013, ThatsMEonTV đổi tên thành ABC Kid TV, cùng với đó là việc thay đổi biểu trưng. Logo của kênh là một chiếc TV cùng một con bọ rùa ở góc trên bên trái. Các video trên kênh cũng dài và đa dạng nội dung hơn trước. Tuy nhiên, kênh vẫn hướng đến trẻ em là chủ yếu. Trong vòng vài năm, kênh này đã giới thiệu hoạt hình 3D, với nhân vật 3D đầu tiên của họ được sử dụng trong một video đăng tải tháng 4 năm 2016. Từ cuối năm 2016, các video 3D được đăng tải nhiều hơn. Kênh cũng tạo ra một số nhân vật riêng, xuất hiện trong các video.
Từ năm 2016, ABC Kid TV bắt đầu ăn khách. Ngày 16 tháng 5 năm 2016, ABC Kid TV đã đạt 1 triệu tài khoản đăng ký trên YouTube. Nửa tháng sau, kênh đạt 1 tỷ lượt xem. Lượng người xem bắt đầu tăng lên nhanh chóng khi ABC Kid TV cho ra mắt "No No" Bedtime Song vào tháng 7 năm 2017 và trở thành video được xem nhiều nhất của kênh vào thời điểm đó. Đến năm 2018, kênh đạt 10 triệu tài khoản đăng ký và 7 tỷ lượt xem.

#### Cocomelon (2018 - nay)
Năm 2018, kênh đổi tên một lần nữa thành Cocomelon, với logo mới là một quả dưa hấu chứa màn hình TV bên trong, ngoài ra con bọ rùa vẫn được giữ lại. Cũng trong năm này, kênh được công ty giải trí Moonbug nắm quyền sở hữu.
Vào cuối năm 2020, Cocomelon đã thêm nội dung bằng tiếng Tây Ban Nha và tiếng Bồ Đào Nha. Đầu năm 2021, họ cũng bổ sung thêm tiếng Trung Quốc, tiếng Đức, tiếng Pháp, tiếng Ý và tiếng Ả Rập.
Trong giai đoạn này, Cocomelon vẫn tiếp tục tạo ấn tượng trên YouTube. Vào tháng 5 và tháng 6 năm 2019, Cocomelon đã nhận được 2,5 tỷ lượt xem video, trung bình 83 triệu người xem hàng ngày. Tháng 7 cùng năm, YouTube đã thay đổi thuật toán tính lượt xem video sau khi Ủy ban Thương mại Liên bang Hoa Kỳ đưa ra lo ngại về sự an toàn của trẻ em. Cocomelon tuy bị giảm lượt xem song không đáng kể. Ngoài ra, nhiều video cũng có hàng tỷ lượt xem. Tính đến tháng 6 năm 2021, video nhiều lượt xem nhất Bath Song đã nhận được hơn 4,1 tỷ lượt xem trên YouTube, trở thành video được xem nhiều thứ 9 trên nền tảng này. Một video khác cũng nằm trong danh sách này, ở vị trí thứ 21 là "Wheels on the Bus" với 3,05 tỷ lượt xem.
Không chỉ vậy, số tài khoản đăng ký kênh cũng rất ấn tượng. Chỉ trong năm 2019, hơn 36 triệu tài khoản đăng ký kênh, nhiều hơn số tài khoản trước đó cộng lại. Cuối năm đó, Cocomelon có 67,4 triệu đăng ký. Ngày 12 tháng 12 năm 2020, Cocomelon trở thành kênh YouTube thứ ba trên thế giới đạt 100 triệu người đăng ký. Với thành tích này, Cocomelon được dự đoán sẽ vượt qua PewDiePie - kênh YouTube có nhiều đăng ký nhất từ năm 2013 đến 2019 vào năm 2021, giành vị trí á quân trong bảng xếp hạng YouTube. Để đáp lại điều này, ngày 14 tháng 2 năm 2021, PewDiePie đã phát hành Coco, một bài hát công kích nhắm vào Cocomelon. Ngay lập tức, nó đã bị xóa khỏi YouTube vì vi phạm chính sách quấy rối và đe dọa trực tuyến của YouTube. Tuy vậy, bài hát vẫn còn trên các nền tảng phát trực tuyến lớn. Ngày 25 tháng 4, Cocomelon đã vượt qua PewDiePie về số tài khoản đăng ký. 
Cocomelon cũng thành công ở các nền tảng khác. Tháng 9 năm 2020, Cocomelon lọt top 3 những chương trình phổ biến nhất trên Netflix. Cocomelon còn là chương trình ăn khách nhất trên nền tảng này năm 2020, theo Reelgood.

## Sản phẩm
Vào tháng 2 năm 2020, công ty Moonbug đã công bố kế hoạch giới thiệu đồ chơi dựa trên những nhân vật của Cocomelon. Các đồ chơi dự kiến sẽ bao gồm thú nhồi bông, búp bê và xe đồ chơi, ra mắt vào cuối năm. Một số đồ chơi sau đó đã được công bố vào tháng Tám.Tháng 12 năm 2020, Moonbug đã cho ra mắt những bộ quần áo và bán trực tiếp qua trang web của họ.